# コクチョウ

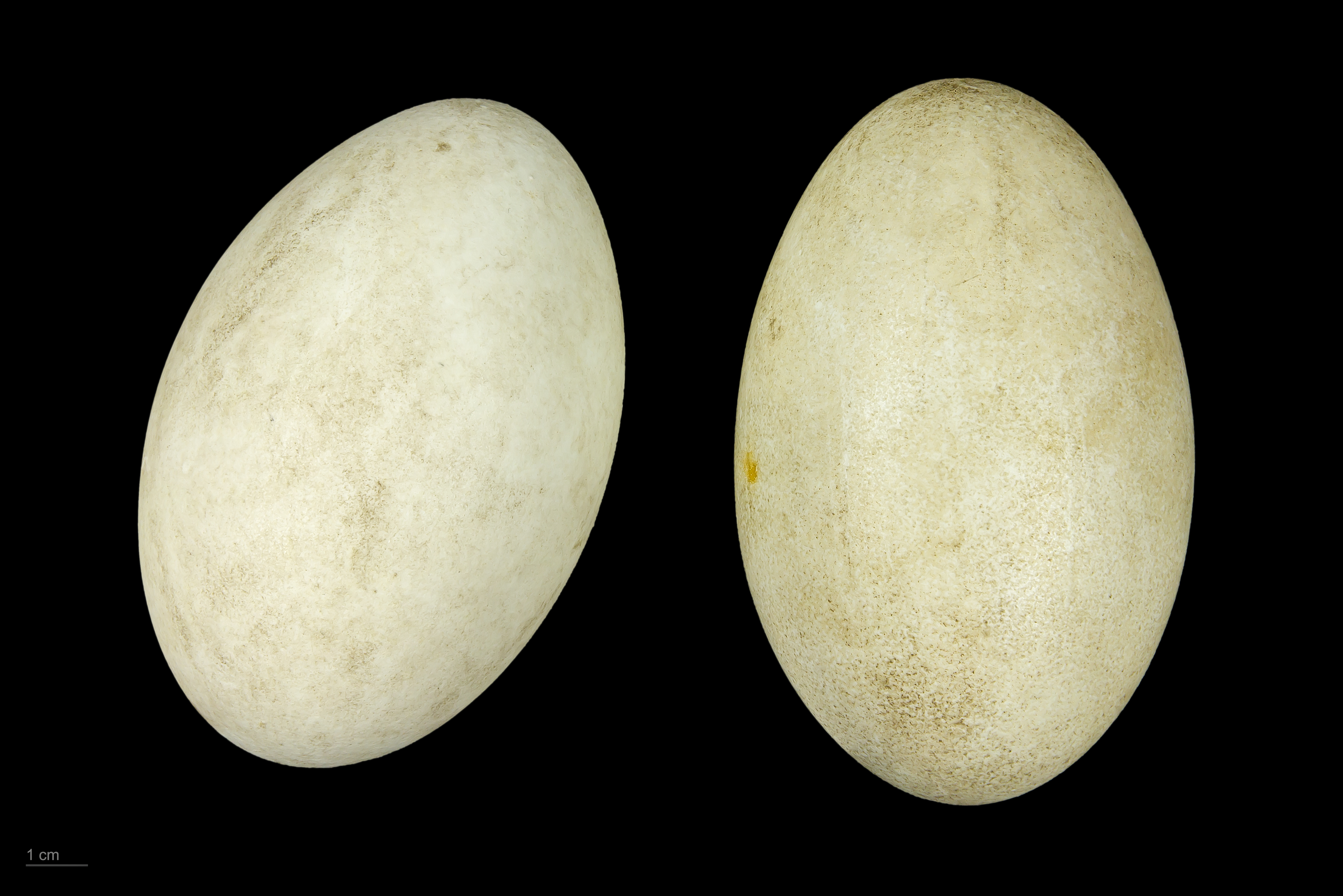
Cygnus atratus

コクチョウ（黒鳥、学名：Cygnus atratus）は、カモ目カモ科ハクチョウ属に分類される鳥類。「ブラックスワン」（Black swan）とも呼ばれる。

## 分布
オーストラリアに生息する固有種。内陸部の乾燥地帯と、ヨーク岬半島を除く全土に生息している。オオハクチョウなどのように渡りを行わず、季節や環境の変化により移動を行う漂鳥である。オーストラリア唯一の固有のハクチョウ属であるが、コブハクチョウが移入されている。西オーストラリア州の州の鳥。
また、ニュージーランド、ベルギー、ドイツ、イタリア、オランダ、スロベニア、シンガポール、日本（茨城県、宮崎県）に移入されている。

## 形態

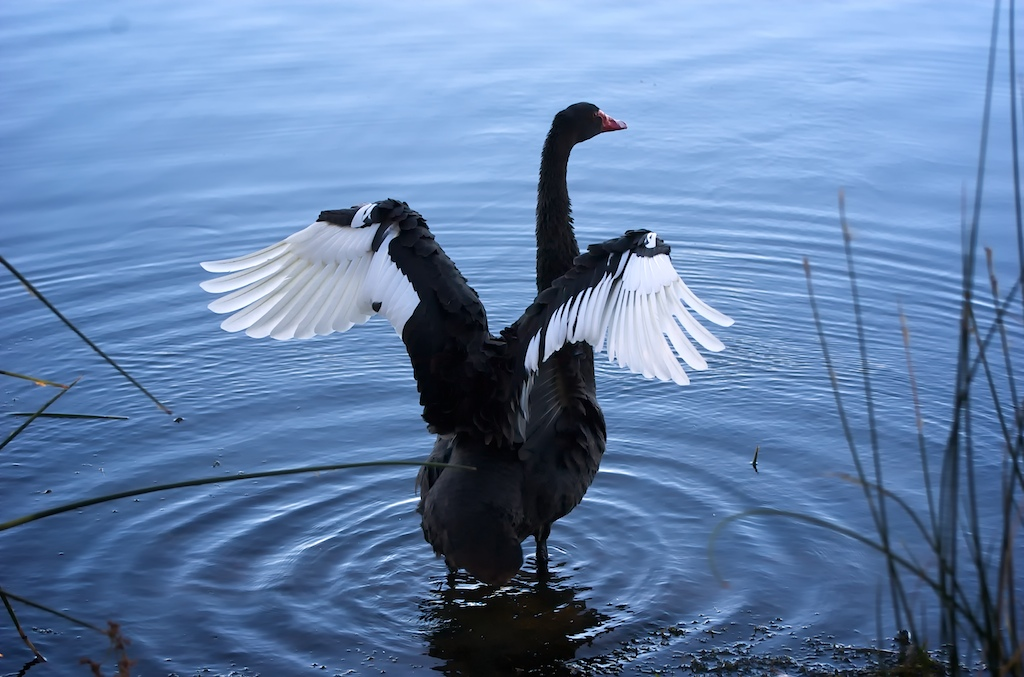
初列風切羽、二列風切羽が白い。

成鳥は全長110cmから140cm、体重は5kgから6kg、最大で9kg、翼開長は2mである。くちばしは赤く、先端付近に白色の斑点がある。虹彩は赤色。羽毛は全体が黒色だが、初列風切羽から二列風切羽の外側にかけてが白色である。
幼鳥は羽毛は白色でくちばしは黒色、成長するにつれて羽毛が黒くなり、くちばしは赤褐色から赤色へと変わっていく。虹彩は褐色。

## 分類
C. a. atratus : 基亜種。オーストラリアに分布。
C. a. sumnerensis : 絶滅種。ニュージーランド亜種。マオリ族の到来以降、狩猟により絶滅した。現在ニュージーランドに見られるコクチョウは、C. a. atratus をオーストラリアから移入したものである。

## 生態
食性は草食性で、主に水草を食べる。また、水辺に近い場所や陸上でも、採食することがある。
繁殖期は場所によるが4月から9月。つがいは一生の間、継続する。コクチョウはたいてい、湖の浅瀬か島に草を積み上げた直径約1.5mの巣を作る。普通、毎年同じ巣を利用し、必要があれば修復したり立て直す。通常、4-6個を産卵し、雌雄ともに抱卵する。オスとメスは共に巣を守り、一旦ひなが飛べるまでに育つと、家族でえさを探す姿が良く見られるようになる。
乾燥期に湖沼の水が少なくなると水を求め、数百羽の群れになり移動を行う。夜間飛翔することが多い。

## 逸話
英語にはかつて、無駄な努力を表す言葉として、「黒い白鳥（ブラックスワン）を探すようなものだ」ということわざがあった。それほど黒い白鳥はいないと信じられていたが、1697年に実際にオーストラリアでコクチョウ＝「黒い白鳥」が発見され、当時の人々からは驚きをもって迎えられた。この発見によって「常識を疑うこと」、「物事を一変させること」、「自分を絶対視しないこと」の象徴として使われるようになった。またこれを下地にして、「ありえないと思われていたことが突然発生すると、予想されていた場合よりも影響が苛烈になる」というブラック・スワン理論が提唱された。

## 保全状態評価
LEAST CONCERN (IUCN Red List Ver. 3.1 (2001))

## 画像

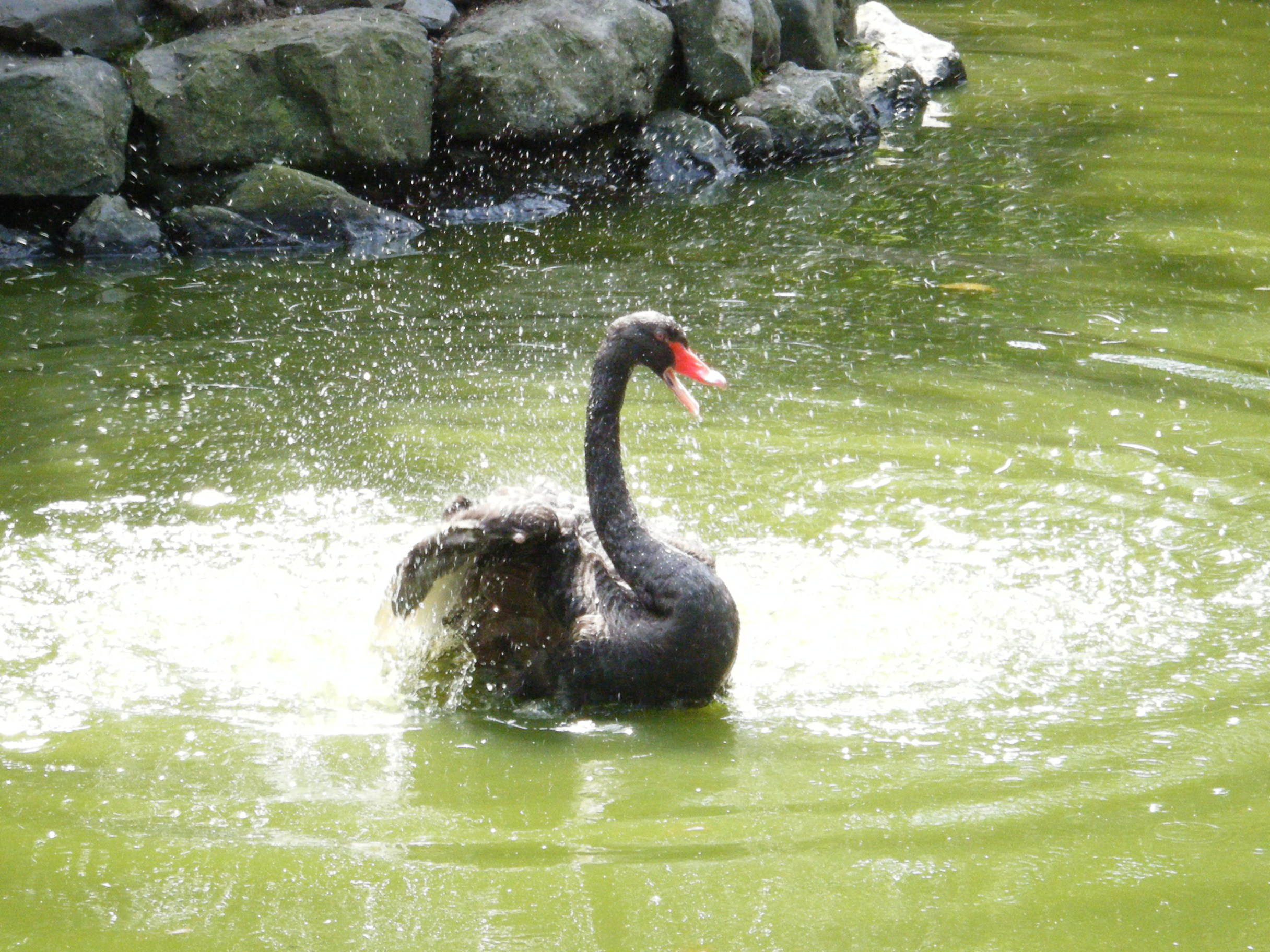
旭山動物園（北海道）
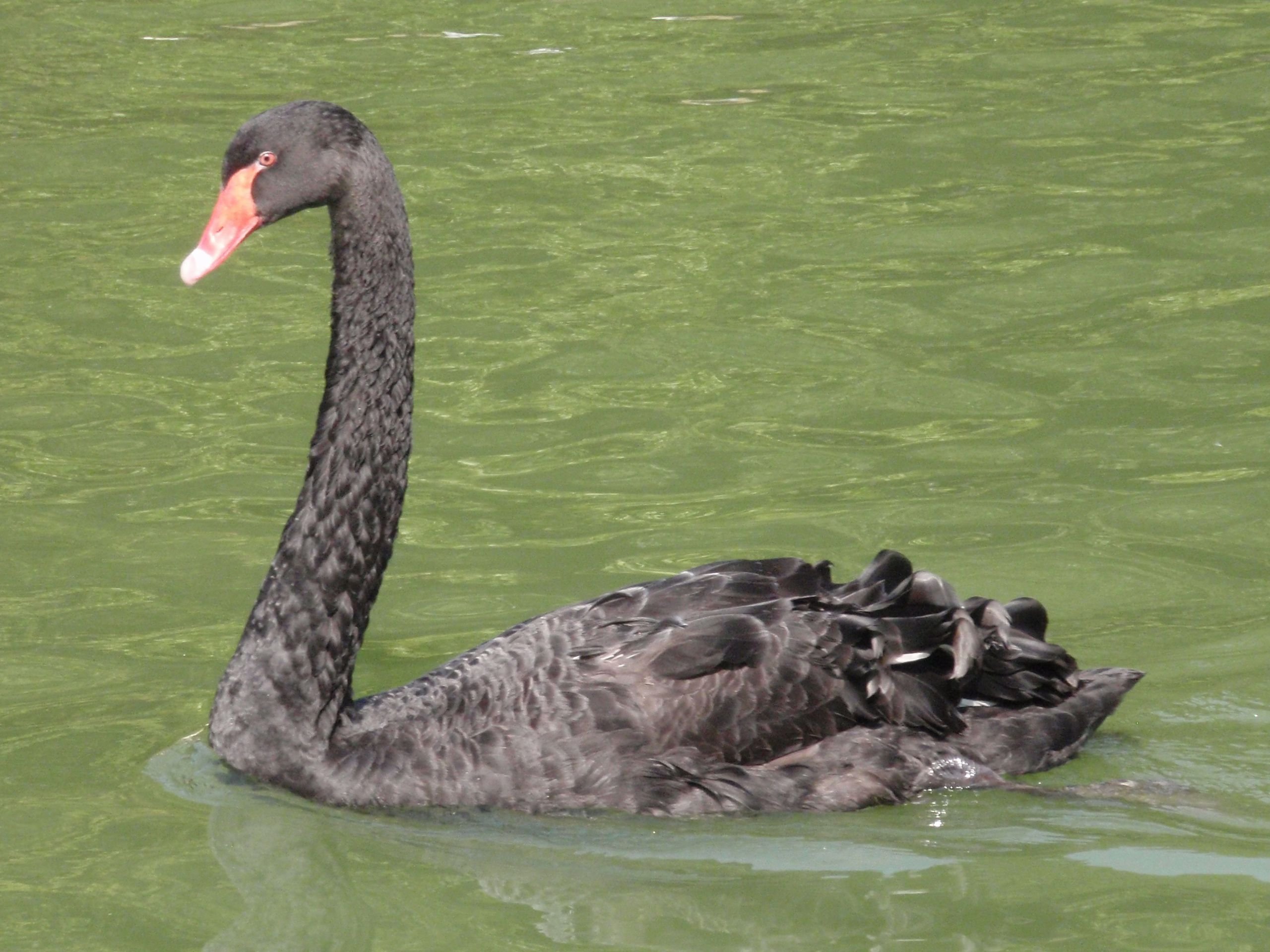
松江フォーゲルパーク（島根県）
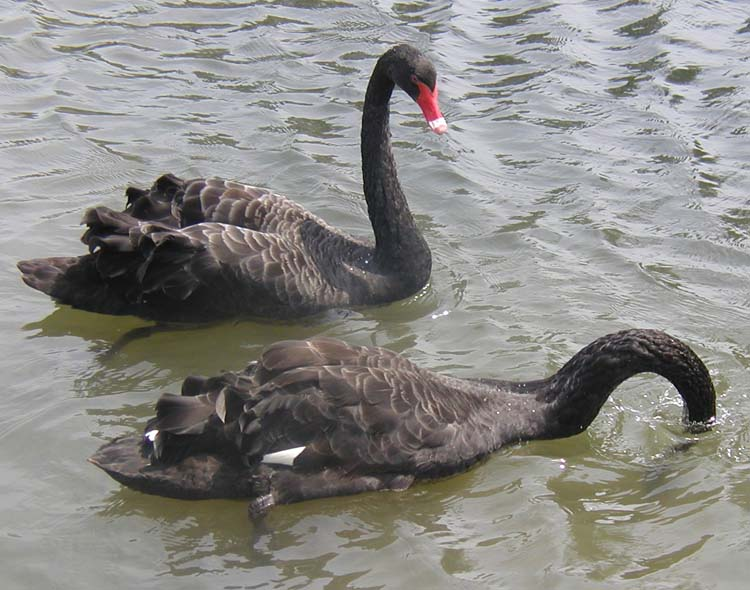
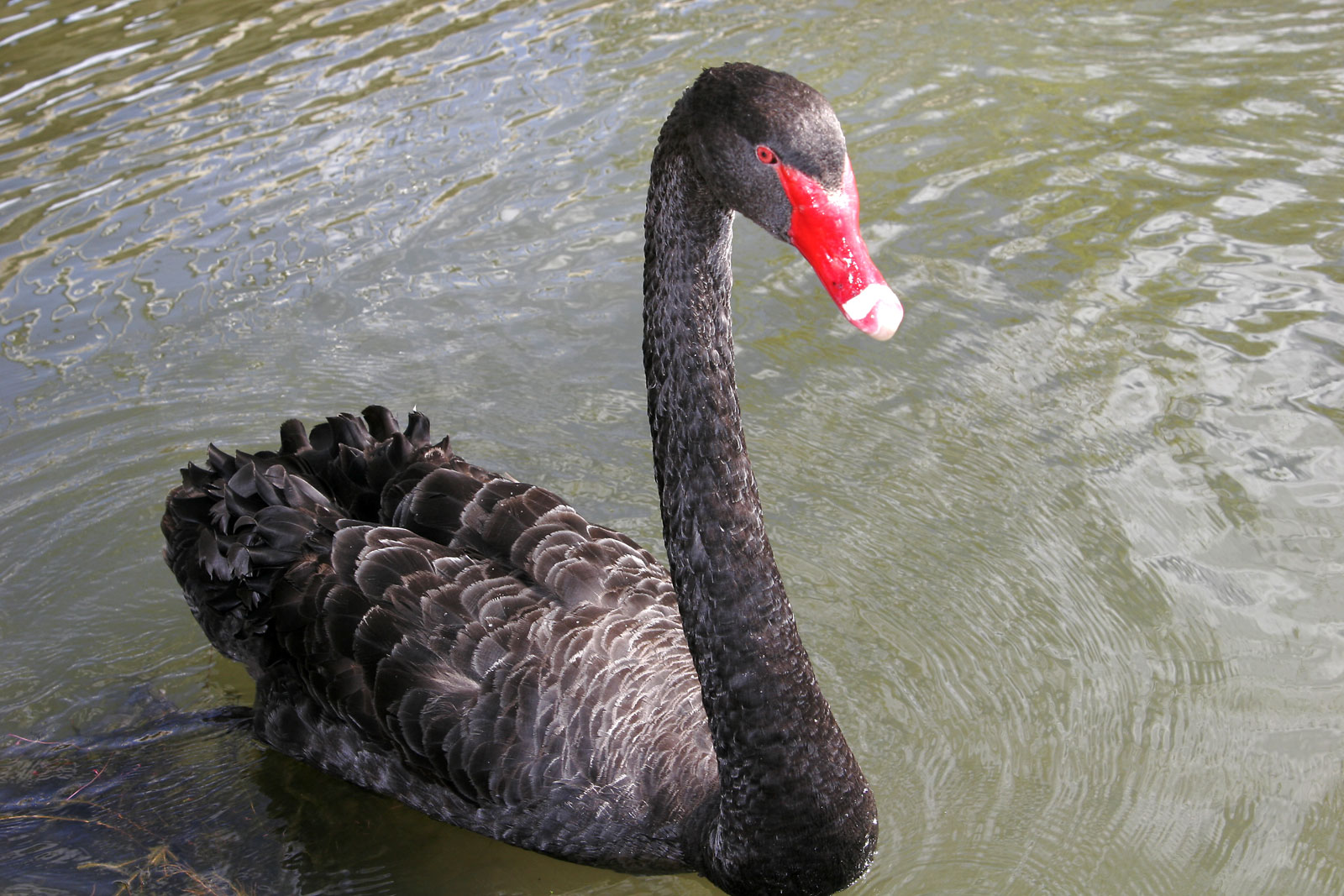
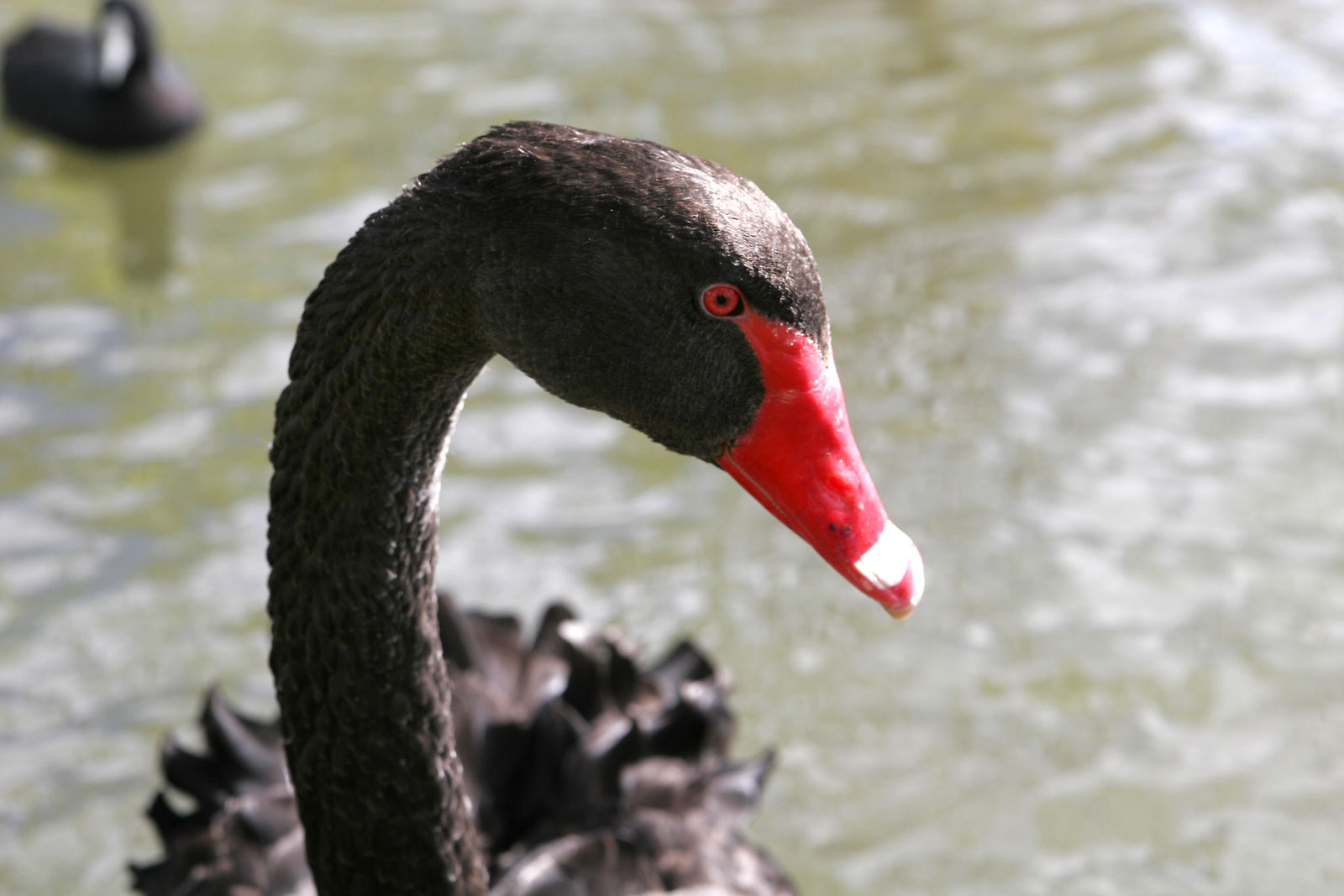
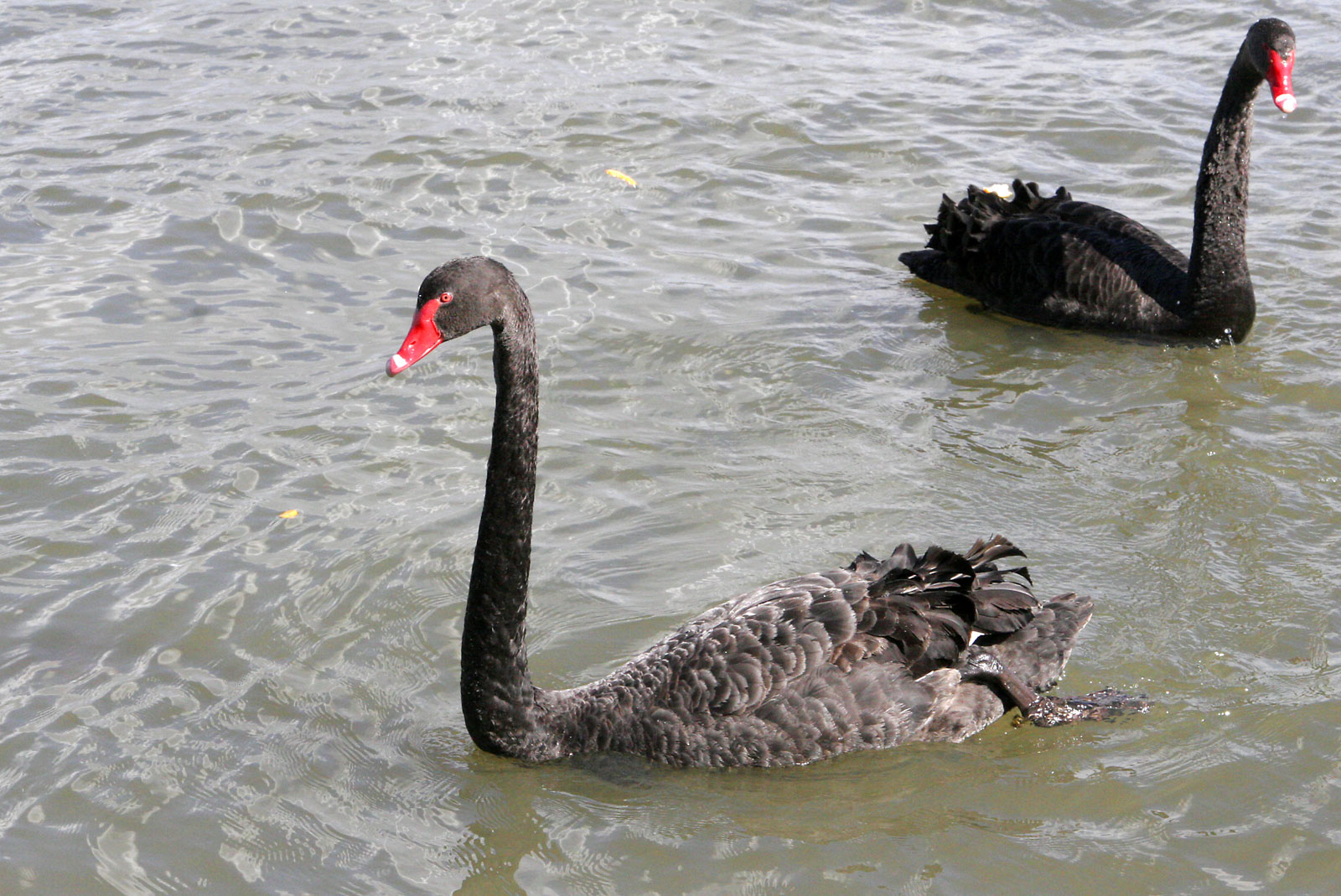
真岡市五行川（クリックで画像が動く）
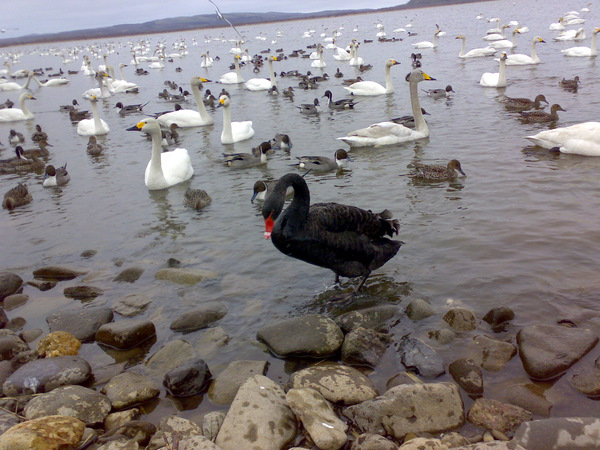
稚内市大沼（北海道）